# Ebony Maw
Ebony Maw is een personage uit de strips van Marvel Comics. Hij kwam voor het eerst als cameo voor in Avengers #8 (september 2013) en maakte zijn debuut in Infinity #1 (oktober 2013). Hij is bedacht door Jonathan Hickman en Mike Deodato. Ebony Maw is lid van de schurkengroep van Thanos genaamd Black Order.
De Nederlandse stem van Ebony Maw is Tony Neef, voorheen was dit Just Meijer. 

## In andere media

### Marvel Cinematic Universe
Sinds 2018 verscheen het personage in het Marvel Cinematic Universe en wordt vertolkt door Tom Vaughan-Lawlor. Ebony Maw is samen met Proxima Midnight, Corvus Glaive en Cull Obsidian lid van de schurkengroep van Thanos genaamd Black Order. Samen met Cull Obsidian gaat hij als de eerste van de groep naar de aarde om de oneindigheidssteen te bemachtigen. Hij raakt hier in gevecht met Iron Man, Doctor Strange, Spider-Man en Wong. Ebony Maw neemt vervolgens Doctor Strange met de oneindigheidssteen gevangen. Wanneer Iron Man en Spider-Man het schip van Ebony Maw indringen om Doctor Stange te bevrijden komt hij door toedoen van Iron Man om het leven. Doordat de overgebleven Avengers vijf jaar later terug in de tijd gaan om de oneindigheidsstenen voor Thanos proberen te bemachtigen keert Ebony Maw terug. Hij reist vanuit het jaartal 2014 naar de huidige tijd om samen met de troepen van Thanos tegen de Avengers te vechten. In deze strijd komt hij wederom om het leven. Ebony Maw is te zien in de volgende films en serie:
- Avengers: Infinity War (2018)
- Avengers: Endgame (2019)
- What If...? (2021-2024) (stem) (Disney+)

### Televisieseries
Het personage Ebony Maw is onder andere te zien in de volgende televisieseries (Nederlandse stem is van Just Meijer):
- Avengers Assemble
- Guardians of the Galaxy